# 九龍巴士HK1線
九龍巴士HK1線是香港一條九龍市區旅客服務路線，於2024年9月21日投入服務，循環來往尖沙咀碼頭及旺角及黃大仙，依次途經西九文化區、佐敦、油麻地、旺角、深水埗、黃大仙、鑽石山及九龍城，最後折返尖沙咀碼頭；另設夜遊班次，按日景班次走線到達旺角後，沿彌敦道南行返回尖沙咀，方便旅客遊覽九龍多個名勝及景點，全程收費為$40。

## 歷史
九巴於2024年7月向油尖旺區議會建議開辦一條旅遊路線「K1」，循環來往尖沙咀天星碼頭及黃大仙，依次途經西九文化區、彌敦道、志蓮淨苑、九龍城等九龍多個主要景點，於每日上午繁忙時間過後日間提供每30分鐘一班服務，並採用不設企位的星級尊線及比亞迪B12D巴士行走；新路線全程$19.1，接受九巴月票和九巴旅客日票。
新路線最終獲正名為「HK1」，並在2024年9月21日起投入服務，車資下調$0.1。九巴更為新路線特製景點指南，上載上網供旅客免費閱覽。
2025年6月，九巴建議HK1線更改路線類別為「九龍旅客服務路線」，同時修改服務詳情：當中來往黃大仙之班次服務時間調整為每日10:00至18:00，並新增夜遊班次，循環來往尖沙咀碼頭及旺角，服務時間為每日18:30至22:00，駛至彌敦道即經亞皆老街、新填地街、旺角道右轉彌敦道折返尖沙咀。新安排下，此路線會改以開篷巴士行駛，並上調票價至$40。相關建議於同年8月3日起實施，而九巴於改動前三日假西九文化區聯同運輸及物流局局長陳美寶為此路線舉行啟動禮。

## 服務時間及班次
HK1線所有常規班次均於尖沙咀碼頭開出，於每日上午繁忙時間過後提供服務，並會視乎乘客需求提供額外班次。
| 尖沙咀碼頭開      | 尖沙咀碼頭開  | 尖沙咀碼頭開 |
| 服務時間 （每日） | 班次 （分鐘） | 折返點       |
| ----------------- | ------------- | ------------ |
| 10:00－18:00      | 30            | 黃大仙       |
| 18:30－22:00      | 30            | 旺角         |

## 收費
HK1線全程收費為$40，不設分段收費及八達通轉乘優惠（包括互轉龍運巴士所有機場路線）。使用九巴月票的乘客，可以27折優惠乘搭此路線。
HK1線設有12歲以下小童及65歲或以上長者半價優惠，惟不受長者及合資格殘疾人士公共交通票價優惠計劃中的$2票價優惠覆蓋。九龍巴士、城巴及龍運巴士發出之免費乘車證（職員證、家屬證、退休證及貴賓證）一概不適用於此路線。乘客登車時需以現金或八達通卡繳付車資，不設找贖；而每位成人乘客可免費帶同最多兩名四歲以下而且不佔座位的兒童乘車。此外，乘客亦可透過多元化電子支付系統（e度嘟）繳付車資，乘客使用此付款方式不能享有與非九巴／龍運路線之轉乘優惠，亦不能享有「公共交通費用補貼計劃」。

## 使用車輛
現時本線合共獲派10輛2015年Enviro500 MMC 12米（ATENU）低地台雙層半開篷巴士，配九巴不同年代的塗裝
| 車隊編號 | 車牌   |
| -------- | ------ |
| ATENU485 | TH9170 |
| ATENU487 | TH9486 |
| ATENU489 | TJ409  |
| ATENU496 | TJ4530 |
| ATENU497 | TJ5704 |
| ATENU521 | TK4304 |
| ATENU522 | TK4426 |
| ATENU527 | TK7196 |
| ATENU531 | TK8569 |
| ATENU562 | TL6239 |

## 行車路線
HK1線所有班次均由尖沙咀碼頭開出，日景班次途經梳士巴利道、九龍公園徑、廣東道、柯士甸道西、迴旋處、博物館道、文化道、博物館道、迴旋處、博物館道、迴旋處、雅翔道、迴旋處、佐敦道、彌敦道、長沙灣道、大埔道、龍悅道、龍翔道、大磡道、上元街、鳳德道、迴旋處、斧山道、彩虹道、太子道東、太子道西、馬頭涌道、馬頭圍道、漆咸道北、康莊道及梳士巴利道折返尖沙咀碼頭；夜景班次途經梳士巴利道、九龍公園徑、廣東道、柯士甸道西、博物館道、文化道、博物館道（西行）、迴旋處、博物館道（東行）、雅翔道、佐敦道、彌敦道、亞皆老街、新填地街、旺角道、彌敦道及梳士巴利道折返尖沙咀碼頭，具體停站請參考資訊框。